# Racconti di giovani mogli
Racconti di giovani mogli (Young Wives' Tale) è un film del 1951 diretto da Henry Cass.
Il soggetto è basato sulla commedia teatrale Young Wives' Tale di Ronald Jeans.
Il film è noto per una delle prime apparizioni dell'attrice Audrey Hepburn. In questo film la futura stella del cinema hollywoodiano interpreta il ruolo minore di una vicina di casa.

## Trama
A causa delle condizioni economiche difficili, dopo la fine della Seconda guerra mondiale, due coppie sono costrette a dividere un appartamento. Tra litigi, incomprensioni e problematiche quotidiane, la storia porterà ad un lieto fine per tutti.